# Cyprus Cup 2018
La Cyprus Cup 2018 è stata l'undicesima edizione della Cyprus Cup, torneo a inviti rivolto a rappresentative Nazionali di calcio femminile che si svolge a Cipro con cadenza annuale. Il torneo si è disputato tra il 28 febbraio e il 7 marzo 2018. La Spagna ha vinto il torneo per la prima volta, sconfiggendo in finale l'Italia.
L'edizione ripropone la formula a 12 squadre della precedente e che già era stata utilizzata in sei su dieci occasioni complessive, con due nazionali all'esordio entrambe dalla zona UEFA, Slovacchia e Spagna, mentre è l'Italia quella che vanta più presenze, 9, e sono due quelle che hanno vinto almeno un'edizione, l'Austria nel 2016 e la Svizzera nel 2017.

## Formula del torneo
La Cyprus Cup si svolge in due fasi.
La prima parte della competizione è una fase a gironi in cui le dodici squadre invitate sono divise in tre gruppi di quattro squadre ciascuno. Similmente all'Algarve Cup, le squadre inserite nei Gruppo A e Gruppo B sono nazionali che occupano i vertici della classifica mondiale della FIFA e che hanno potenzialmente più possibilità di conquistare il trofeo. A questi è affiancato un Gruppo C costituito da squadre che occupano posizioni inferiori nella classifica mondiale. Ogni gruppo disputa un girone all'italiana di sei partite, con ogni squadra che gioca una partita contro ciascuna delle altre squadre dello stesso gruppo.
La seconda fase è un unico "finals day" in cui sei partite che coinvolgono tutte le dodici squadre sono giocate per determinare la classifica finale del torneo, con i match-up come segue:
- Finale: si incontrano le squadre prime classificate nei Gruppi A e B.
- Finale per il terzo posto: si incontrano la prima classificata del Gruppo C e la migliore seconda classificata nei Gruppi A e B.
- Quinto posto: si incontrano la seconda classificata del Gruppo C e la peggiore tra le seconde classificate nei Gruppi A e B.
- Settimo posto: si incontrano le terze classificate nei Gruppi A e B.
- Nono posto: si incontrano la terza classificata del Gruppo C la migliore quarta classificata nei Gruppi A e B.
- Undicesimo posto: si incontrano la quarta classificata del Gruppo C e la peggiore tra le quarte classificate nei Gruppi A e B.

I gruppi e il programma sono stati annunciati il 18 gennaio 2018, tuttavia il 7 febbraio venne annunciato che la rappresentativa del Trinidad e Tobago, inizialmente inserita tra le partecipanti, veniva sostituita dalla Corea del Nord.

## Stadi
| Stadio                           | Città     | Capacità |
| -------------------------------- | --------- | -------- |
| Gymnastikos Syllogos Zīnōn       | Larnaca   | 13 032   |
| AEK Arena - Georgios Karapatakis | Larnaca   | 7 400    |
| Stadio Antōnīs Papadopoulos      | Larnaca   | 10 230   |
| Stadio Ammochostos               | Larnaca   | 5 500    |
| Stadio Tasos Markou              | Paralimni | 5 800    |
| Stadio Neo GSP                   | Nicosia   | 22 859   |

## Nazionali partecipanti
| Squadra        | FIFA ranking (15/12/2017). |
| -------------- | -------------------------- |
| Corea del Nord | 11                         |
| Spagna         | 13                         |
| Italia         | 17                         |
| Svizzera       | 17                         |
| Austria        | 21                         |
| Belgio         | 22                         |
| Finlandia      | 28                         |
| Rep. Ceca      | 34                         |
| Galles         | 35                         |
| Ungheria       | 43                         |
| Slovacchia     | 47                         |
| Sudafrica      | 54                         |

## Fase a gironi

### Gruppo A
| Pos. | Squadra   | Pt | G | V | N | P | GF | GS | DR |
| ---- | --------- | -- | - | - | - | - | -- | -- | -- |
| 1.   | Italia    | 7  | 3 | 2 | 1 | 0 | 8  | 2  | +6 |
| 2.   | Svizzera  | 4  | 3 | 1 | 1 | 1 | 4  | 3  | +1 |
| 3.   | Galles    | 4  | 3 | 1 | 1 | 1 | 1  | 3  | -2 |
| 4.   | Finlandia | 1  | 3 | 0 | 1 | 2 | 2  | 7  | -5 |

| Arbitro: | Florence Guillemin |

|  |           |           |
|  | Marcatori | 53’ Green |

| Larnaca 28 febbraio 2018, ore 18:00 UTC+2                                        | Italia    | 3 – 0 referto | Svizzera | Stadio Antōnīs Papadopoulos |
| \| \| \| \| \| Bonansea 4’ Bergamaschi 33’ Girelli 87’ (rig.) \| Marcatori \| \| |           |               |          |                             |
|                                                                                  |           |               |          |                             |
| Bonansea 4’ Bergamaschi 33’ Girelli 87’ (rig.)                                   | Marcatori |               |          |                             |

| Larnaca 2 marzo 2018, ore 13:00 UTC+2                        | Galles    | 0 – 3 referto              | Italia | Gymnastikos Syllogos Zīnōn |
| \| \| \| \| \| \| Marcatori \| 17’, 44’ Girelli 87’ Adami \| |           |                            |        |                            |
|                                                              |           |                            |        |                            |
|                                                              | Marcatori | 17’, 44’ Girelli 87’ Adami |        |                            |

| Larnaca 2 marzo 2018, ore 18:00 UTC+2                                                  | Svizzera  | 4 – 0 referto | Finlandia | Gymnastikos Syllogos Zīnōn |
| \| \| \| \| \| Lehmann 19’ Widmer 52’ Crnogorčević 68’ Bernauer 77’ \| Marcatori \| \| |           |               |           |                            |
|                                                                                        |           |               |           |                            |
| Lehmann 19’ Widmer 52’ Crnogorčević 68’ Bernauer 77’                                   | Marcatori |               |           |                            |

| Larnaca 5 marzo 2018, ore 13:00 UTC+2                                                             | Finlandia | 2 – 2 referto                     | Italia | AEK Arena - Georgios Karapatakis |
| \| \| \| \| \| Alanen 25’ (rig.), 50’ (rig.) \| Marcatori \| 28’ Giacinti 86’ (rig.) Giugliano \| |           |                                   |        |                                  |
|                                                                                                   |           |                                   |        |                                  |
| Alanen 25’ (rig.), 50’ (rig.)                                                                     | Marcatori | 28’ Giacinti 86’ (rig.) Giugliano |        |                                  |

| Larnaca 5 marzo 2018, ore 13:00 UTC+2 | Svizzera | 0 – 0 referto | Galles | Gymnastikos Syllogos Zīnōn |

### Gruppo B
| Pos. | Squadra   | Pt | G | V | N | P | GF | GS | DR |
| ---- | --------- | -- | - | - | - | - | -- | -- | -- |
| 1.   | Spagna    | 7  | 3 | 2 | 1 | 0 | 4  | 0  | +4 |
| 2.   | Belgio    | 4  | 3 | 1 | 1 | 1 | 3  | 2  | +1 |
| 3.   | Austria   | 3  | 3 | 1 | 0 | 2 | 2  | 4  | -2 |
| 4.   | Rep. Ceca | 3  | 3 | 1 | 0 | 2 | 2  | 5  | -3 |

| Larnaca 28 febbraio 2018, ore 13:00 UTC+2                                 | Belgio    | 1 – 2 referto             | Rep. Ceca | Gymnastikos Syllogos Zīnōn |
| \| \| \| \| \| De Caigny 76’ \| Marcatori \| 15’ Svitková 27’ Kožárová \| |           |                           |           |                            |
|                                                                           |           |                           |           |                            |
| De Caigny 76’                                                             | Marcatori | 15’ Svitková 27’ Kožárová |           |                            |

| Arbitro: | Petra Pavliková |

|  |           |                          |
|  | Marcatori | 31’ García 76’ Paz Vilas |

| Larnaca 2 marzo 2018, ore 13:00 UTC+2                  | Rep. Ceca | 0 – 2 referto        | Austria | AEK Arena - Georgios Karapatakis |
| \| \| \| \| \| \| Marcatori \| 68’, 70’ Feiersinger \| |           |                      |         |                                  |
|                                                        |           |                      |         |                                  |
|                                                        | Marcatori | 68’, 70’ Feiersinger |         |                                  |

| Larnaca 2 marzo 2018, ore 18:00 UTC+2 | Spagna             | 0 – 0 referto | Belgio | AEK Arena - Georgios Karapatakis\| Arbitro: \| Florence Guillemin \| |
| Arbitro:                              | Florence Guillemin |               |        |                                                                      |

| Arbitro: | Romanjuk |

|                      |           |  |
| Coryn 36’ Jaques 74’ | Marcatori |  |

| Arbitro: | Lina Lehtovaara |

|                            |           |  |
| Paredes 73’ Putellas 90+3’ | Marcatori |  |

### Gruppo C
| Pos. | Squadra        | Pt | G | V | N | P | GF | GS | DR |
| ---- | -------------- | -- | - | - | - | - | -- | -- | -- |
| 1.   | Corea del Nord | 7  | 3 | 2 | 1 | 0 | 3  | 0  | +3 |
| 2.   | Sudafrica      | 5  | 3 | 1 | 2 | 0 | 1  | 0  | +1 |
| 3.   | Slovacchia     | 2  | 3 | 0 | 2 | 1 | 1  | 2  | -1 |
| 4.   | Ungheria       | 1  | 3 | 0 | 1 | 2 | 1  | 4  | -3 |

| Paralimni 28 febbraio 2018, ore 13:00 UTC+2 | Slovacchia | 0 – 0 referto | Sudafrica | Stadio Tasos Markou |

| Paralimni 28 febbraio 2018, ore 18:00 UTC+2           | Ungheria  | 0 – 2 referto       | Corea del Nord | Stadio Tasos Markou |
| \| \| \| \| \| \| Marcatori \| 56’, 89’ Kim Jun Mi \| |           |                     |                |                     |
|                                                       |           |                     |                |                     |
|                                                       | Marcatori | 56’, 89’ Kim Jun Mi |                |                     |

| Paralimni 2 marzo 2018, ore 13:00 UTC+2              | Corea del Nord | 1 – 0 referto | Slovacchia | Stadio Tasos Markou |
| \| \| \| \| \| Kim Phjong Hwa 60’ \| Marcatori \| \| |                |               |            |                     |
|                                                      |                |               |            |                     |
| Kim Phjong Hwa 60’                                   | Marcatori      |               |            |                     |

| Paralimni 2 marzo 2018, ore 18:00 UTC+2        | Sudafrica | 1 – 0 referto | Ungheria | Stadio Tasos Markou |
| \| \| \| \| \| Kgatlana 21’ \| Marcatori \| \| |           |               |          |                     |
|                                                |           |               |          |                     |
| Kgatlana 21’                                   | Marcatori |               |          |                     |

| Paralimni 5 marzo 2018, ore 13:00 UTC+2 | Sudafrica | 0 – 0 referto | Corea del Nord | Stadio Tasos Markou |

| Paralimni 5 marzo 2018, ore 18:00 UTC+2                      | Ungheria  | 1 – 1 referto  | Slovacchia | Stadio Tasos Markou |
| \| \| \| \| \| Jakabfi 30’ \| Marcatori \| 62’ Fischerová \| |           |                |            |                     |
|                                                              |           |                |            |                     |
| Jakabfi 30’                                                  | Marcatori | 62’ Fischerová |            |                     |

## Incontri per i piazzamenti
Tutti gli orari sono in ora locale (UTC+2)

### 11º posto
| Paralimni 7 marzo 2018, ore 11:00 UTC+2                  | Ungheria  | 0 – 2 referto          | Finlandia | Stadio Tasos Markou |
| \| \| \| \| \| \| Marcatori \| 21’ Ahtinen 60’ Alanen \| |           |                        |           |                     |
|                                                          |           |                        |           |                     |
|                                                          | Marcatori | 21’ Ahtinen 60’ Alanen |           |                     |

### 9º posto
| Larnaca 7 marzo 2018, ore 11:00 UTC+2                                                                                            | Slovacchia | 2 – 5 referto                                                 | Rep. Ceca | AEK Arena - Georgios Karapatakis |
| \| \| \| \| \| Hmírová 40’ (rig.) Maťavková 81’ \| Marcatori \| 6’, 64’ Kožárová 74’ Dědinová 89’ Szewieczková 90+5’ Svitková \| |            |                                                               |           |                                  |
| |            |                                                               |           |                                  |
| Hmírová 40’ (rig.) Maťavková 81’                                                                                                 | Marcatori  | 6’, 64’ Kožárová 74’ Dědinová 89’ Szewieczková 90+5’ Svitková |           |                                  |

### 7º posto
| Larnaca 7 marzo 2018, ore 11:00 UTC+2 | Galles               | 1 – 1 referto                      | Austria | Gymnastikos Syllogos Zīnōn |
| \| \| \| \| \| Green 86’ \| Marcatori \| 13’ Puntigam \| \| Green Lawrence James Griffiths Ingle \| Tiri di rigore 2 – 3 \| Feiersinger Burger Klein Wenninger \| |                      |                                    |         |                            |
| |                      |                                    |         |                            |
| Green 86’ | Marcatori            | 13’ Puntigam                       |         |                            |
| Green Lawrence James Griffiths Ingle | Tiri di rigore 2 – 3 | Feiersinger Burger Klein Wenninger |         |                            |

### 5º posto
| Paralimni 7 marzo 2018, ore 14:00 UTC+2                                       | Sudafrica | 1 – 2 referto                    | Belgio | Stadio Tasos Markou |
| \| \| \| \| \| Matlou 18’ \| Marcatori \| 33’ Wullaert 87’ Van Den Abbeele \| |           |                                  |        |                     |
|                                                                               |           |                                  |        |                     |
| Matlou 18’                                                                    | Marcatori | 33’ Wullaert 87’ Van Den Abbeele |        |                     |

### 3º posto
| Larnaca 7 marzo 2018, ore 15:00 UTC+2                                          | Corea del Nord | 2 – 1 referto | Svizzera | Gymnastikos Syllogos Zīnōn |
| \| \| \| \| \| Im Yu Jong 26’ Kim Yun Mi 90+1’ \| Marcatori \| 90+4’ Rinast \| |                |               |          |                            |
|                                                                                |                |               |          |                            |
| Im Yu Jong 26’ Kim Yun Mi 90+1’                                                | Marcatori      | 90+4’ Rinast  |          |                            |

### Finale
| Larnaca 7 marzo 2018, ore 18:00 UTC+2                       | Italia    | 0 – 2 referto             | Spagna | AEK Arena - Georgios Karapatakis |
| \| \| \| \| \| \| Marcatori \| 50’ Sampedro 84’ Guijarro \| |           |                           |        |                                  |
|                                                             |           |                           |        |                                  |
|                                                             | Marcatori | 50’ Sampedro 84’ Guijarro |        |                                  |

## Classifica finale
| Posizione | Squadra        |
| --------- | -------------- |
| 1         | Spagna         |
| 2         | Italia         |
| 3         | Corea del Nord |
| 4         | Svizzera       |
| 5         | Belgio         |
| 6         | Sudafrica      |
| 7         | Austria        |
| 8         | Galles         |
| 9         | Rep. Ceca      |
| 10        | Slovacchia     |
| 11        | Finlandia      |
| 12        | Ungheria       |

## Classifica marcatrici
3 reti
- Emmi Alanen (2 rig.)
- Cristiana Girelli (1 rig.)
- Tereza Kožárová

2 reti
- Laura Feiersinger
- Kim Jun Mi

- Kayleigh Green

- Kateřina Svitková

1 rete
- Sarah Puntigam
- Jana Coryn
- Tine De Caigny
- Heleen Jaques
- Nicky Van Den Abbeele
- Tessa Wullaert
- Im Yu Jong
- Kim Phjong Hwa
- Kim Yun Mi
- Olga Ahtinen
- Greta Adami
- Valentina Bergamaschi

- Barbara Bonansea
- Valentina Giacinti
- Manuela Giugliano (1 rig.)
- Aneta Dědinová
- Tereza Szewieczková
- Patrícia Fischerová
- Patrícia Hmírová (1 rig.)
- Ľudmila Maťavková
- Olga García
- Patricia Guijarro
- Irene Paredes

- Alexia Putellas
- Amanda Sampedro
- Mari Paz Vilas
- Thembi Kgatlana
- Noko Matlou
- Vanessa Bernauer
- Ana-Maria Crnogorčević
- Alisha Lehmann
- Rachel Rinast
- Marilena Widmer
- Zsanett Jakabfi